# Маршан, Жан (художник)
Жан Ипполит Маршан (фр. Jean Hippolyte Marchand; 21 ноября 1883, Париж — 1940, Париж) — французский живописец, художник-монументалист, работавший в первой половине XX века.

## Биография
Французский живописец-пейзажист, автор фигурных композиций и натюрмортов; также гравёр, иллюстратор и дизайнер, Жан Ипполит Маршан родился 21 ноября 1883 года в Париже. Он прошёл основательную школу в парижской École des Beaux-Arts в 1902—1906 годах в мастерской Леона Бонна. В те годы ему приходилось зарабатывать на жизнь проектированием ювелирных изделий, эскизами для текстиля, работой в других видах декоративно-прикладного искусства.

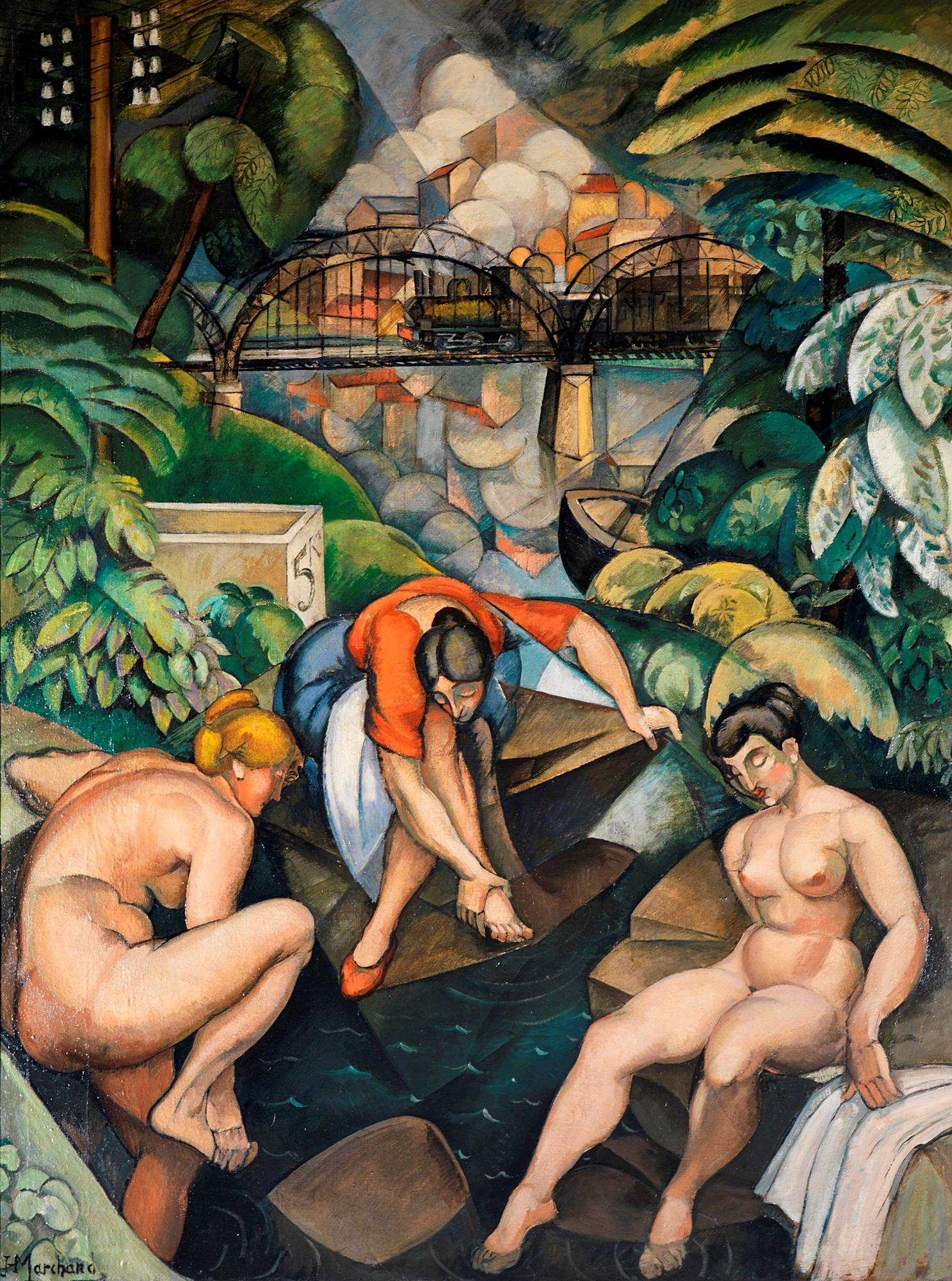
У ручья / La Source, 1911. Холст, масло 162 × 130 см

Ранние работы Жана Маршана содержали дух радикального экспериментаторства. В 1912 году он выставляет живописные работы, написанные в кубистской, отчасти в футуристской манере. Но со временем живопись Маршана развивается (не теряя при этом динамизма, энергии) в сторону большего жизнеподобия. Определённые параллели можно провести с творчеством группы итальянских метафизиков и немецких представителей Новой вещественности.
Жан Маршан регулярно участвует в Салоне Независимых и в Осеннем салоне (с 1908 года); а также в программной выставке группы Section d’Or 1912 года. Когда некоторые из его работ были показаны на общей экспозиции в галерее Карфакс (англ.) в 1915 году в Лондоне, критик Клайв Белл (1881—1964) (англ.) писал:

Никто из ныне живущих художников не озабочен в такой мере как Маршан процессом создания формы; никто не придаёт цветам и формам такой эмоциональной выразительности, как он.
Оригинальный текст (англ.)
No living painter is more purely concerned with the creation of form and the emotional significance of shapes and colours than Marchand.
— A Dictionary of Modern and Contemporary Art
Британский промышленник Сэмуэл Курто (1876—1947) (англ.), основатель института искусств в Лондоне, приобрёл в свою коллекцию несколько работ Жана Маршана.

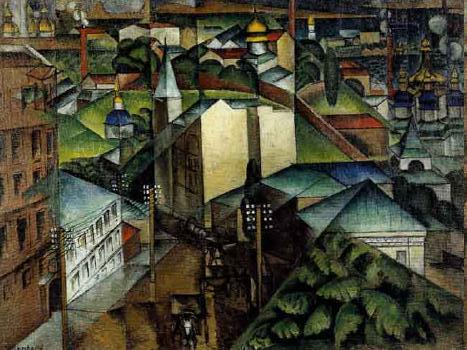
Вид Москвы / Vue de Moscou, 1911. Холст, масло 83,8 × 111,8 см

Первая персональная выставка Жана Маршана прошла в той же лондонской галерее Carfax в 1919 году. Впоследствии он регулярно выставлялся как в Париже, так и за границами Франции. В конце 1920-х годов он предпринял продолжительную поездку на Ближний Восток, в ходе которой он создал фреску в частных апартаментах в Бейруте.
Помимо картин Маршан создал множество графических работ, в том числе мастерски исполненных портретов углём, сангиной и мелом. Кроме того, Жан Маршан, как и его жена, Софья, много работал над книжными иллюстрациями в технике литографии и ксилографии.

### Личная жизнь
София Филипповна Левицкая (1880 — 1937) родилась на Подолье, в Российской империи. Семья была культурной; среди родственников Софии были доктора, писатели, дипломаты. Однако личная жизнь Софии Левицкой была несчастливой: от раннего брака с украинским врачом (страдающим алкоголизмом) у Софии родилась психически больная дочь Ольга (Лусия) Маниловская. Молодая мать вынуждена вернуться с ребёнком в Киевский дом к родителям.
В 1905 году с согласия родителей София оставляет дочь и отправляется в Париж, где записывается в ту же Эколь де Бозар, которую с 1902 года посещает Жан Маршан. Уже через год её успехи в искусстве столь ощутимы, что она получает разрешение копировать в Лувре картины Делакруа, Фрагонара и Пюви де Шаванна. София Левицкая быстро эволюционировала от фовизма и кубизма к постимпрессионизму. Она выставлялась в парижском «Салоне Независимых» и Осеннем салоне (с 1910 года она — постоянный член этого Салона), на выставке 1912 года группы Section d'Or . Энтузиаст модернистского искусства, французский поэт и критик Гийом Аполлинер похвалил её «Белого единорога в райском саду».
К началу 1930-х годов, после разрыва с мужем, у Софии Левицкой проявляются признаки психического расстройства. В 1937 году она умерла.
Жан Ипполит Маршан был женат на художнице Софии Филипповне Левицкой, происходившей с западно-украинского Подолья. Они познакомились во время обучения в парижской Высшей школе изящных искусств. Окончив курс, художник обосновался в Париже вместе с Софией Левицкой.
С середины 1920-х годов каждое лето Маршан с Левицкой отправлялся на юг Франции (современные регионы Окситания и Прованс — Альпы — Лазурный Берег). Здесь они работали над портретами, писали виды Прованса.

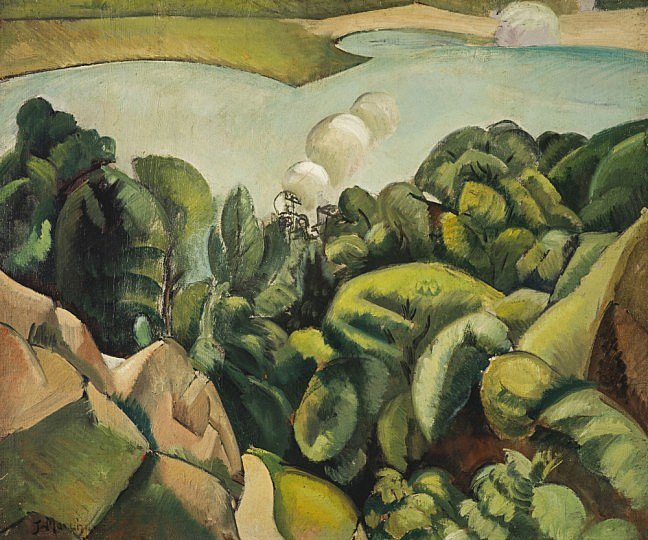
Жан Маршан. Озеро, 1910

В связи с ухудшением ситуации в Киеве в конце 1920-х годов, родственники Софии решают отправить к матери во Францию её больную дочь Ольгу. Приезд Ольги разрушил отношения между Левицкой и Маршаном. И однажды Жан Маршан просто оставил их обеих.

## Картина «Озеро» (1910)
Полотно 1910 года Озеро (холст, масло; 56.5 x 67 см) хранится в Национальных галереях Шотландии в Эдинбурге. Чувственная, скульптурная передача форм прибрежных скал и крон деревьев, как и геометрически выверенная дуга дальней кромки озера, свидетельствует о влиянии пейзажей Сезанна, написанных тем в 1880-х годах на побережье Средиземного моря в Эстаке (англ.).

## Музейные собрания
Произведения Жана Ипполита Маршана хранятся в таких известных общественных коллекциях, как:
- Галерея Альбертина (Вена)
- Музей современного искусства (Париж)
- Королевские музеи изящных искусств (Брюссель)
- Галерея Тейт (Лондон)
- Бруклинский музей (Нью-Йорк)